# Comissário de bordo

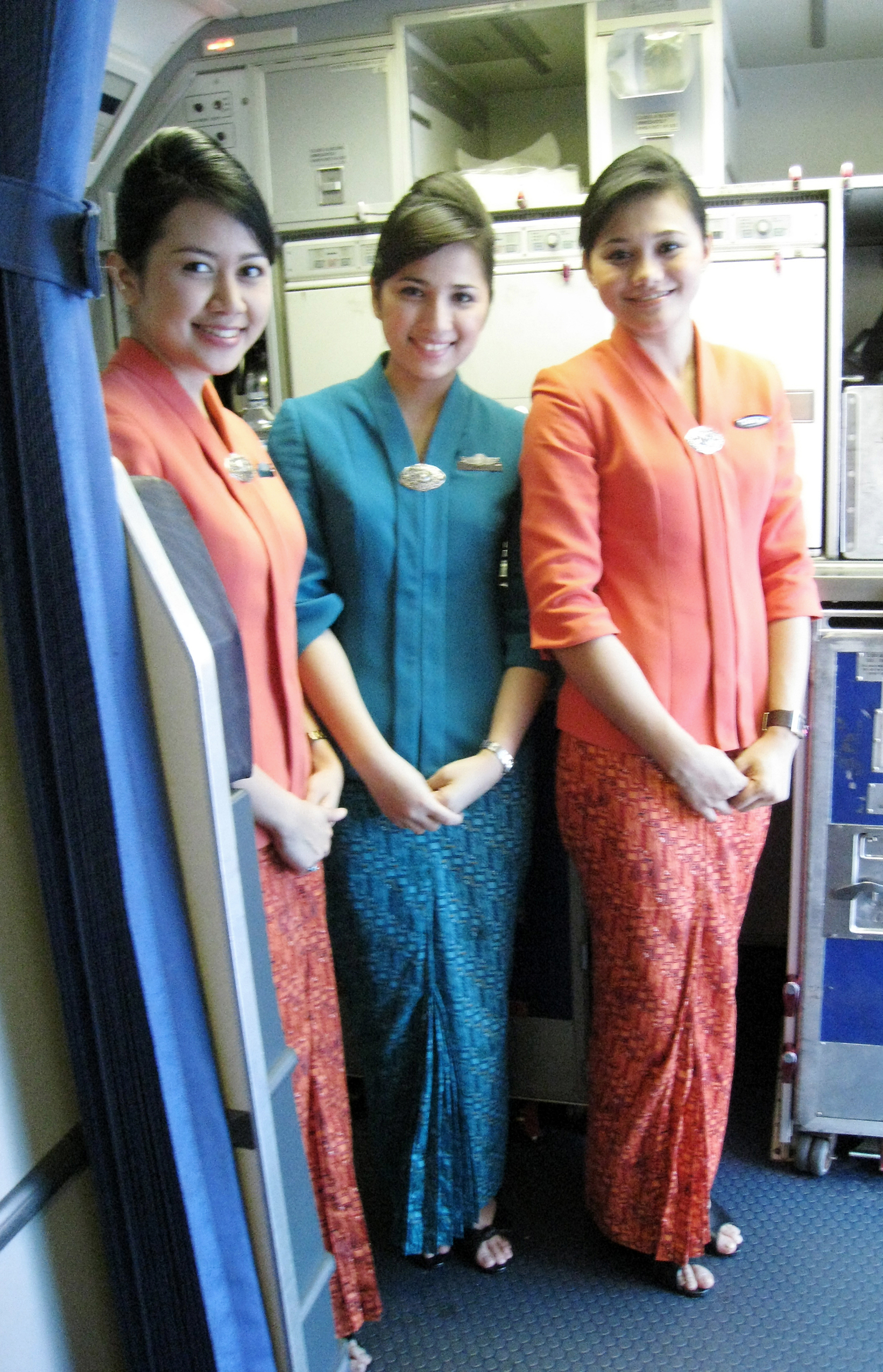
Comissárias da Garuda Airlines

Um comissário de bordo ou simplesmente comissário é um oficial da marinha encarregado da administração, abastecimento e serviço de tripulantes e passageiros, a bordo de um navio. A mesma designação também é aplicada aos profissionais da aviação comercial encarregues da segurança e conforto dos passageiros a bordo de uma aeronave.

## Marinha mercante
Na marinha mercante, um comissário é um oficial responsável pela gestão financeira e pela supervisão da administração e abastecimento do serviço de passageiros e tripulantes a bordo. Os serviços a cargo dos comissários constituem um departamento interno do navio formalmente designado "secção de câmaras" em Portugal e "seção de câmara" no Brasil.

### Funções
Os comissários são responsáveis pela gestão do serviço de dos navios de passageiros. Quando um navio embarca mais do que um único oficial comissário, o de maior categoria pode ser designado "comissário-chefe" ou "primeiro-comissário". Os restantes são designados "segundos-comissários" e "terceiros-comissários".
Os pequenos navios de passageiros e os navios de carga normalmente não embarcam oficiais comissários, ficando a supervisão do serviço de câmaras a cargo de um despenseiro ou mesmo de um cozinheiro.
Como responsáveis pela gestão financeira e pelo serviço de câmaras de um navio de passageiros, os comissários coordenam programas de trabalho e gestão de meios (nomeadamente, orçamentos, despesas e receitas), recrutam e coordenam o pessoal de câmaras (elaborando horários de trabalho e definindo funções), organizam a distribuição dos lugares dos passageiros a bordo, elaboram pareceres sobre a estimativa de movimentos de passageiros e de abastecimentos, orientam e verificam o acondicionamento dos mantimentos e dos materiais dos serviços de alojamento e de restauração, supervisionam os serviços de restaurante, bar, comércio, animação e outros.
As funções de um comissário são muito semelhantes às de um gerente de hotelaria ou de restauração. Assim, sobretudo nos grandes navios de cruzeiro onde o serviço de câmaras está repartido por diversos departamentos mais especializados, os comissários assumem designações como "diretor" ou "gerente de hotel", "gerente de bar", "gerente de casino", etc.

### Formação e carreira
Até recentemente, a carreira de comissário da marinha mercante constituía uma profissão regulamentada, à qual só podiam ter acesso profissionais certificados. Para se obter a certificação como comissário, era necessário a frequência de um curso especial numa escola náutica ou de formação de oficiais de marinha mercante. 
Contudo e como a função de comissário não é uma das reguladas pela Convenção Internacional sobre Normas de Formação, de Certificação e de Serviço de Quartos (Convenção STCW), muitos países deixaram de a regular e de obrigar os seus profissionais a uma certificação específica. Assim, cada companhia de navegação passou a estar livre de contratar qualquer profissional para exercer as funções de comissário, desde que obedeça a certos critérios mínimos, um dos quais é o de ter um curso superior, normalmente na área da gestão e administração. Hoje em dia, por exemplo, é frequente a contratação de profissionais diplomados com cursos superiores de gestão hoteleira para exercerem a função de comissários.
Em Portugal, a carreira de oficial comissário da marinha mercante deixou de estar regulamentada quando da publicação das Normas Reguladoras da Atividade Profissional dos Marítimos de 2001. Até então, a carreira incluía as categorias de praticante de comissário, comissário de 3ª classe, comissário de 2ª classe, comissário de 1ª classe e comissário-chefe. Para se aceder à categoria de praticante de comissário era necessário concluir o bacharelato do Curso Superior de Comissariado da Escola Náutica Infante D. Henrique. Para se atingir a categoria de comissário de 1ª classe ou superior, além da experiência profissional, era necessária a conclusão do Curso de Chefias da mesma escola.

## Marinha de guerra
Apesar do termo "comissário" se aplicar, sobretudo aos oficiais de administração da marinha mercante, também é utilizado em algumas marinhas de guerra. Na Marinha de Guerra Portuguesa, por exemplo, os oficiais de administração naval eram designados "comissários navais'" até 1910, passando depois a ser designados pelas mesmas patentes que os oficiais da classe de marinha. Já na Marinha do Brasil, os oficiais de administração foram designados "comissários" até 1933 e desde então são designados "intendentes".

## Aviação comercial
Um comissário é o profissional que atua a bordo de aeronave, zelando pela segurança e conforto dos passageiros. 
Quando do sexo feminino, este profissional é formalmente chamado "comissária" no Brasil e "assistente de bordo" em Portugal ou, popularmente, respectivamente "aeromoça" e "hospedeira do ar".
A categoria de comissário está incluída no grupo profissional designado "pessoal de cabine" ou "pessoal navegante comercial" ou até mesmo "tripulação", quando há um grupo de comissários.